# Deserto di Atacama
Il deserto di Atacama è un deserto situato in America meridionale che si estende dal Perù meridionale al Cile settentrionale, tra la parte meridionale della regione di Arica e Parinacota, e la parte settentrionale della regione di Atacama. Il deserto si trova fra la catena andina (Puna de Atacama) e la cordigliera della Costa presso il Pacifico. Il WWF classifica il deserto di Atacama come ecoregione dell'ecozona neotropicale (codice ecoregione: NT1303).
La regione, a causa delle ricchezze minerarie, fu militarmente contesa fra Cile e Bolivia. Fu conquistata dal Cile con la guerra del Pacifico del 1879-83, che sottrasse la regione di Antofagasta alla Bolivia e quella di Tarapacá al Perù.

## Territorio
Il deserto di Atacama si estende lungo l'area costiera nord-occidentale del Cile, per una lunghezza di circa 1.600 km e con una larghezza massima di circa 180 km. È uno dei deserti costieri più asciutti del mondo: le precipitazioni annue vanno da 0,6 mm nella regione di Arica a 2,1 mm nella regione di Iquique. La scarsità delle piogge è dovuta da un lato alla corrente di Humboldt, che raffredda l'aria facendo condensare le nuvole già sull'oceano, e dall'altro alla presenza ad est della catena della Ande, che intercetta l'umidità proveniente dal bacino amazzonico, creando così un perenne campo di alta pressione.
È caratterizzato da un clima desertico-oceanico e da una forte escursione termica, le cui temperature oscillano tra i 5 °C notturni ed i 40 °C diurni.
In alcune aree in corrispondenza dei pendii costieri o di isolati rilievi montani, lì dove il terreno riesce talora ad intercettare le nuvole, si sviluppano degli ecosistemi noti come lomas (in spagnolo letteralmente "colline"), caratterizzati da comunità vegetali in grado di ricavare il loro sostentamento dalla nebbia che si crea in tali ambienti, localmente nota come camanchaca.
Nel 2003 una squadra di ricercatori ha pubblicato un rapporto sulla rivista Science nel quale si riportano i risultati della riproduzione nella regione di Yungay del Deserto di Atacama degli esperimenti e delle prove effettuate dai veicoli spaziali Viking 1 e Viking 2 sul pianeta Marte per verificare la presenza di vita: vi sono state individuate solo scarsissime tracce di materia organica dimostrando così che si tratta di un luogo unico nella Terra.

## Flora

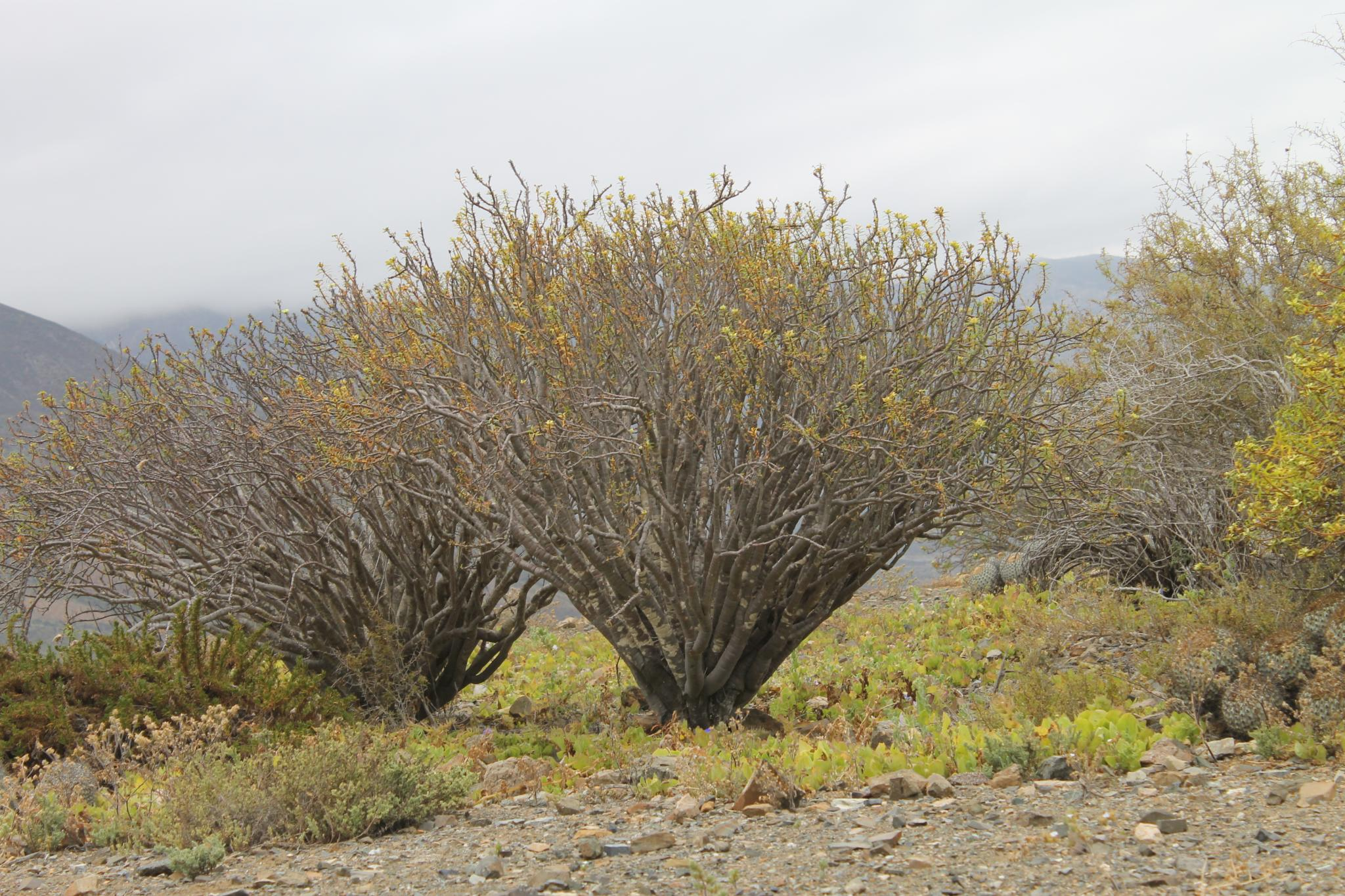
Euphorbia lactiflua

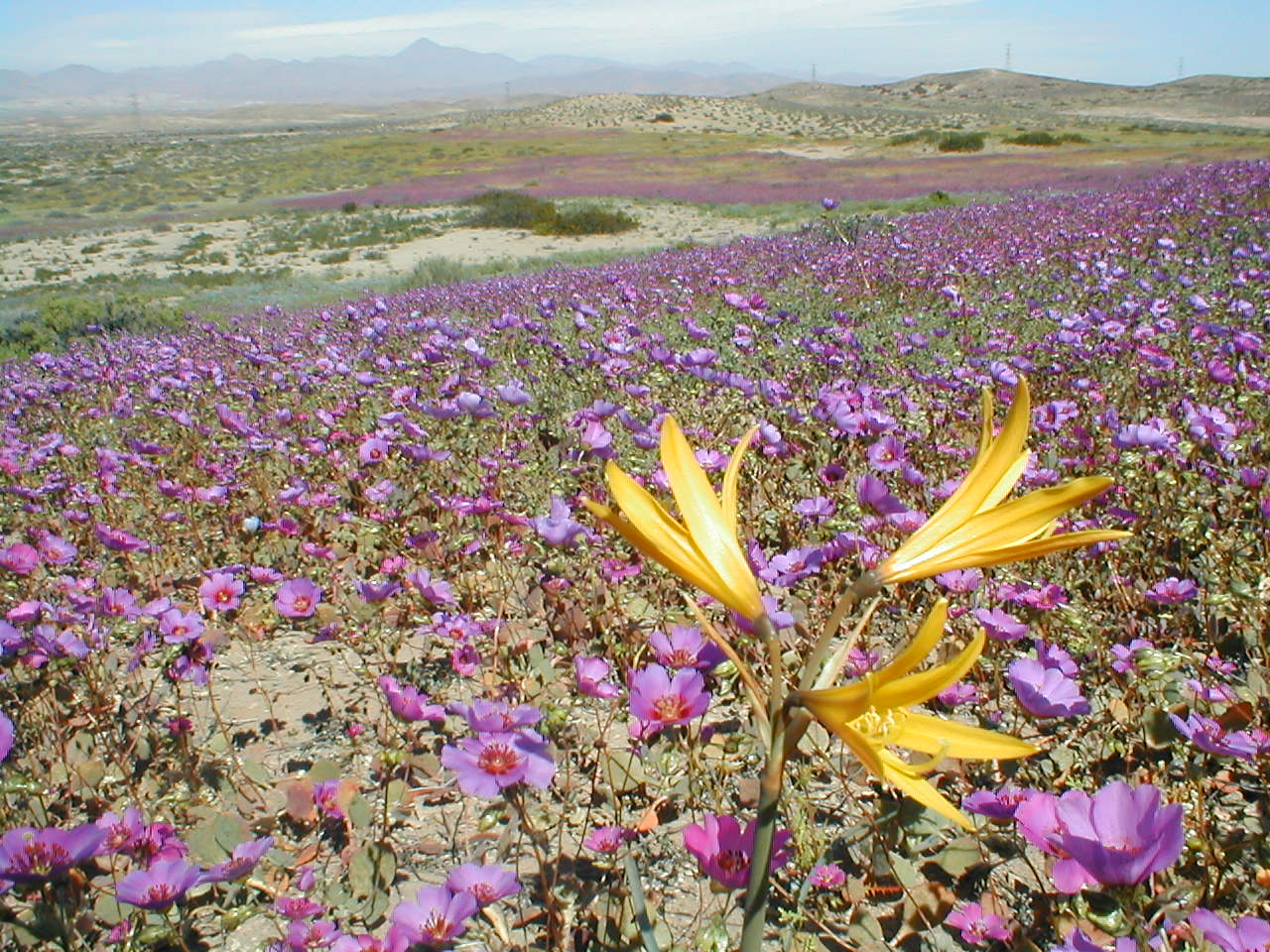
Il fenomeno del desierto florido nel 2002

La zona costiera settentrionale dell'eco-regione è quasi del tutto priva di vegetazione, con l'eccezione di alcune cactacee quali Eulychnia spp. e Copiapoa spp. Nelle aree con maggiore umidità come le lomas crescono oltre 500 specie differenti di piante vascolari appartenenti a 80 famiglie differenti. Le famiglie che esprimono la maggiore biodiversità sono Asteraceae, Nolanaceae, Cactaceae, Boraginaceae e Apiaceae. Oltre a numerose specie di piante erbacee si trovano anche diverse specie arbustive legnose come Prosopis chilensis, Prosopis tamarugo, Salix humboldtiana, Schinus aareira, Acacia macracantha e Caesalpinia spinosa. Nella regione di Iquique, ad altitudine di circa 1 000 m, è presente una folta comunità di Tillandsia landbeckii.

Gli altopiani costieri ospitano specie cespugliose il cui sostentamento è legato all'umidità della nebbia tra cui Heliotropium pycnophyllum, Ephedra breana e Lycium deserti. Nella parte più meridionale del deserto crescono Euphorbia lactiflua, Eulychnia iquiquensis, Echinopsis coquimbana, Oxalis gigantea, Lycium stenophyllum, Proustia cuneifolia, Croton chilensis, Balbisia peduncularis, Tillandsia geissei, Skytanthus acutus, Encelia canescens, Frankenia chilensis e Nolana rostrata.
In media ogni cinque anni, ma con un periodo statisticamente variabile fra i tre e i sette anni, nei mesi di dicembre e gennaio, il deserto di Atacama diviene teatro dello spettacolare fenomeno del deserto florido. Il fenomeno è legato alle oscillazioni climatiche causate da El Niño, che generano un forte riscaldamento delle acque dell'oceano Pacifico orientale portando a un inusuale aumento delle precipitazioni, a seguito delle quali le distese sabbiose del deserto vengono ricoperte da una "esplosiva" fioritura di molteplici specie di differenti colori.

Le fioriture si susseguono in maniera non simultanea: dapprima fioriscono le specie bulbose, tra cui Zephyranthes phycelloides, con fiori dal giallo al rosso, e Leucocoryne spp., con fiori bianchi; successivamente è la volta delle
spermatofite tra le quali Cistanthe grandiflora, che forma estesi appezzamenti di colore violaceo, Nolana paradoxa, con fiori lilla e celesti, Oenothera coquimbensis, Cristaria ovata, Encelia canescens, Argylia radiata, Alstroemeria kingii e Aristolochia bridgesii.

## Fauna

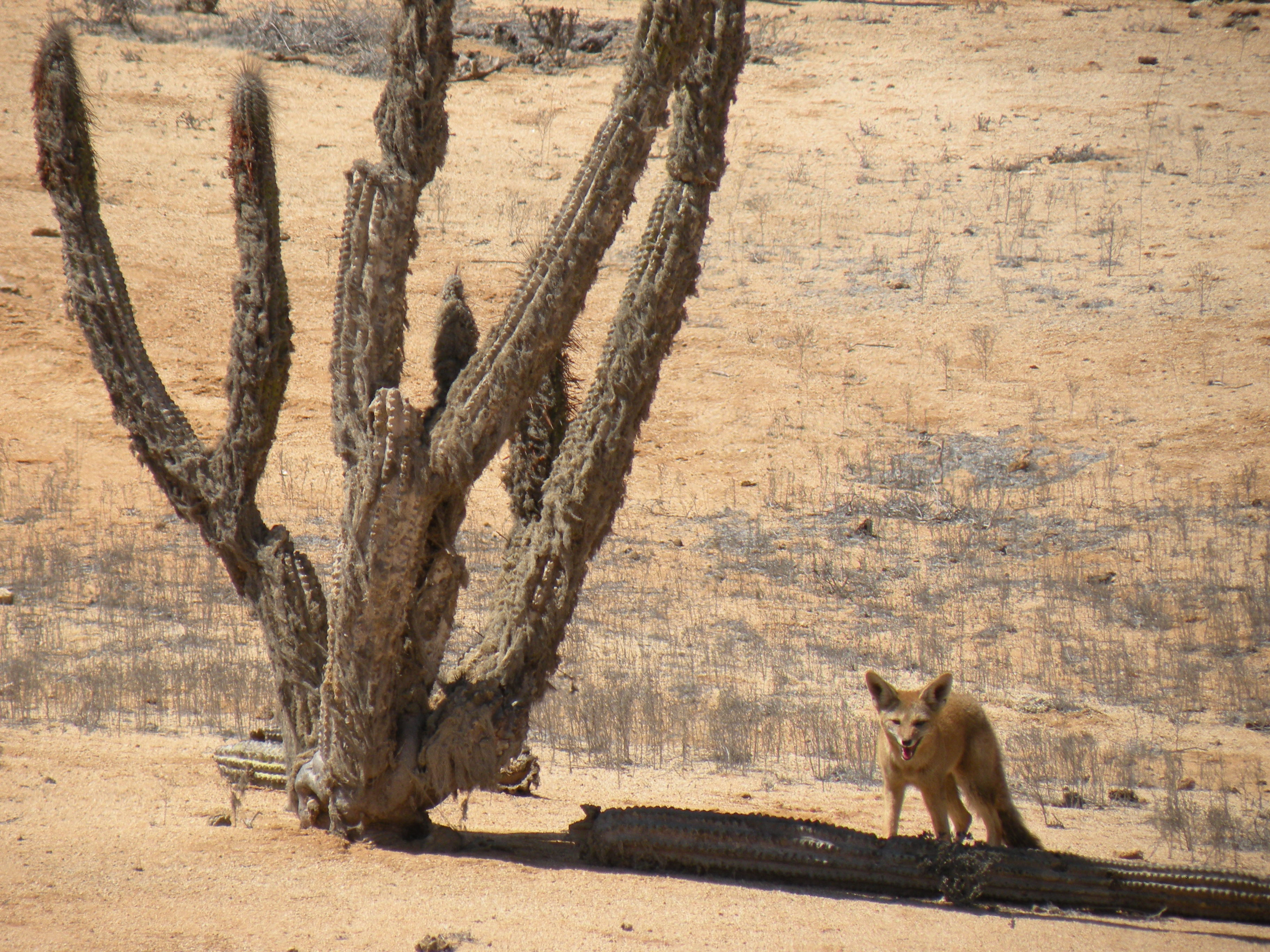
Una volpe grigia (Pseudalopex griseus) nel Parco nazionale Pan de Azúcar

La fauna dell'eco-regione è limitata a poche specie adattatesi all'habitat estremamente arido.

Tra i pochi mammiferi che è possibile incontrare nella regione ci sono la volpe grigia sudamericana (Pseudalopex griseus) e il roditore Phyllotis darwini.

Le aree delle lomas sono visitate da diverse specie di uccelli tra cui il passero dal collare rossiccio (Zonotrichia capensis), l'erbero neroblu (Volatinia jacarina) e diverse specie di colibrì (p.es. Rhodopis vesper atacamensis, Myrtis fanny e Thaumastura cora). Ci sono inoltre alcune specie di uccelli il cui areale è ristretto alla parte settentrionale di questa eco-regione e al vicino deserto di Sechura: la silvistella del Cile (Eulidia yarrellii), il minatore beccogrosso (Geositta crassirostris), lo strisciaterra golabianca (Upucerthia albigula), il canestraio dei cactus (Pseudasthenes cactorum), il fringuello beccosottile (Xenospingus concolor) e il conibecco di Tamarugo (Conirostrum tamarugense).

Tra i rettili presenti nell'eco-regione ci sono i sauri Microlophus atacamensis (Tropiduridae), Liolaemus melanopleurus e Liolaemus nigrocoeruleus (Liolaemidae).

## Popolazione
I principali centri abitati dell'eco-regione sono le città portuali di Iquique, Caldera e Antofagasta, situate su terrazze poste alla base dei rilievi costieri. Su queste città convergono i prodotti dei numerosi centri minerari dell'interno (rame, cloruro di sodio, nitrato di sodio, sali di iodio), sui quali si regge l'economia della regione. San Pedro de Atacama è il principale punto di accesso per il deserto. Dal nome della regione deriva quello del minerale tipico dei giacimenti di rame, l'atacamite, nonché quello della paratacamite.

## Conservazione
L'ecoregione ospita tre aree naturali protette: il Parco nazionale Pan de Azúcar, la Riserva nazionale La Chimba e la Riserva nazionale Pampa del Tamarugal.

## Galleria d'immagini

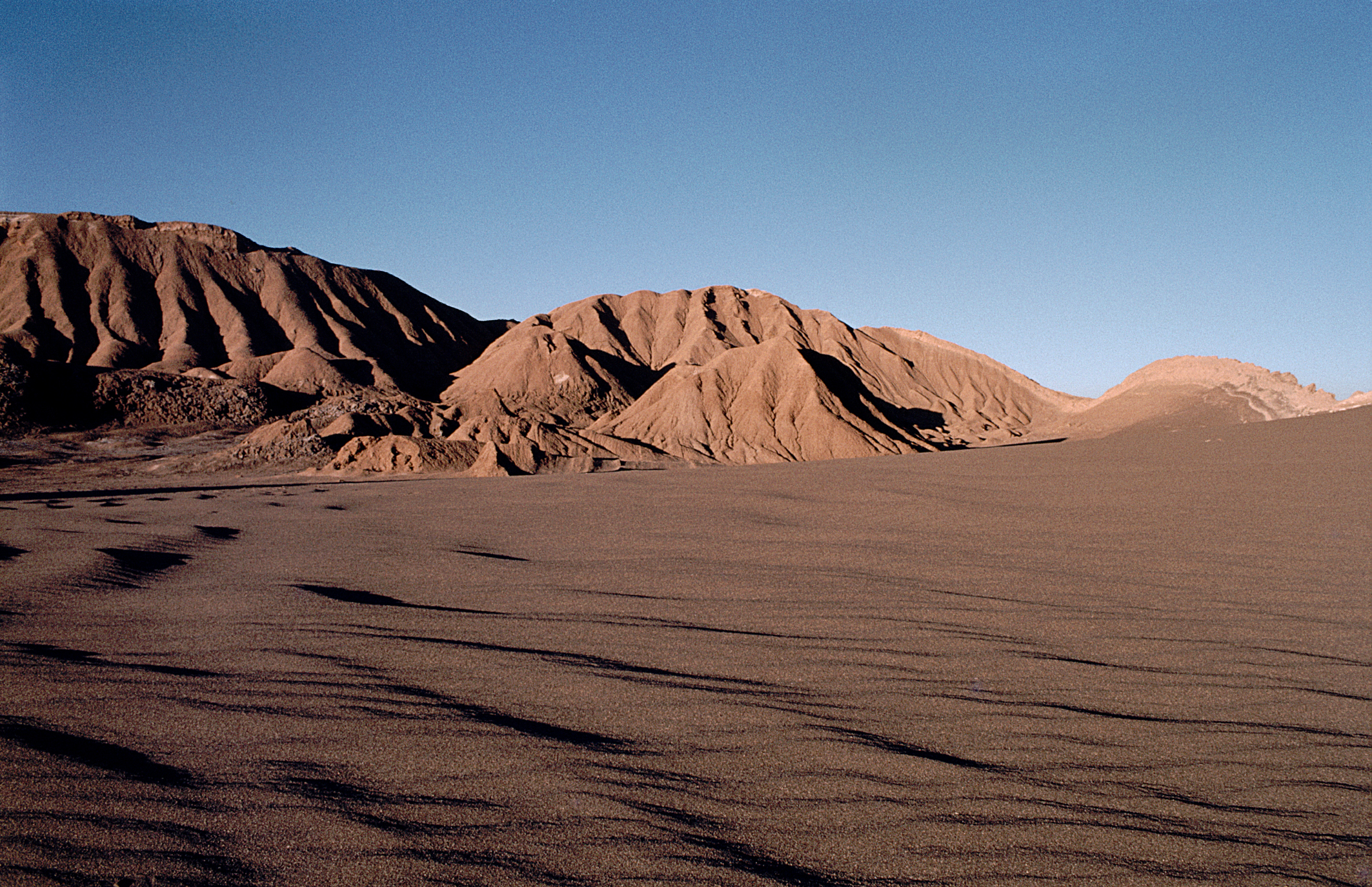
Valle de la Luna
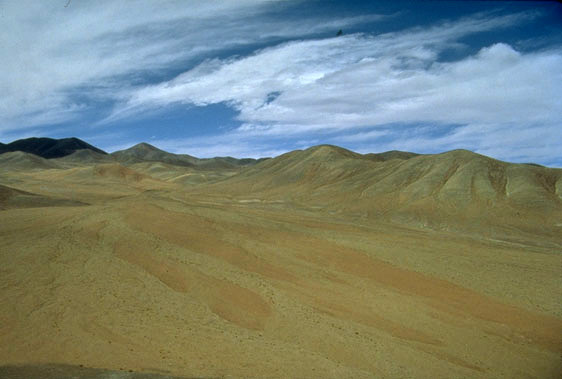
deserto di Atacama
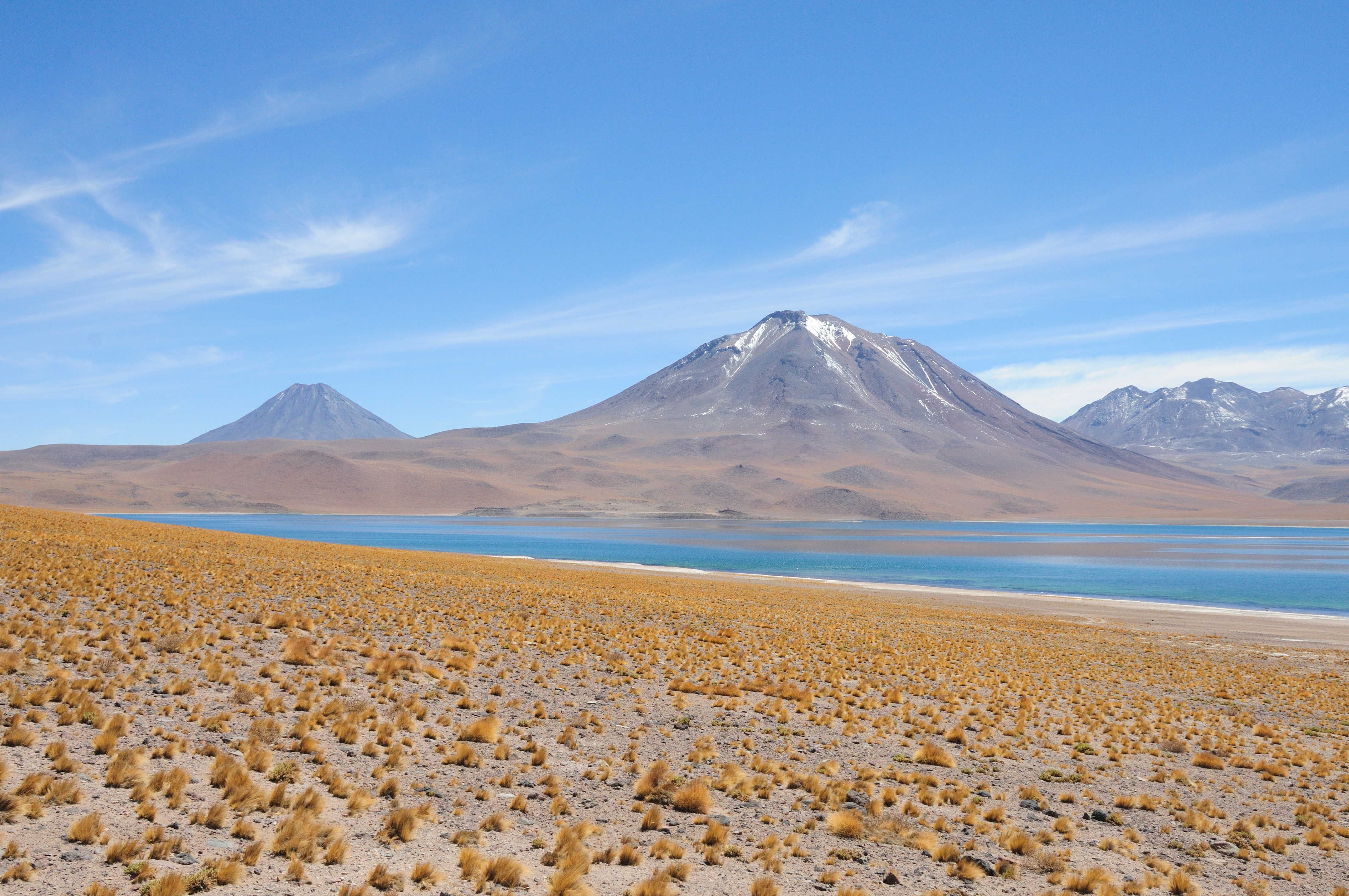
Laguna Miscanti, 4200 m sul livello del mare
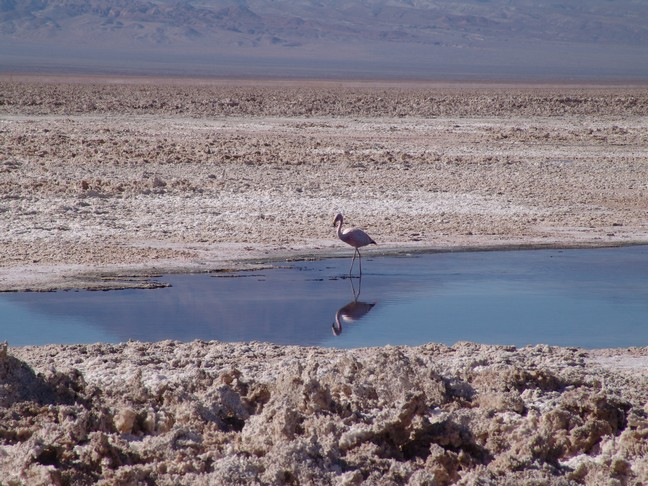
Fenicottero rosso sulla Salar de Atacama, 3200 m sul livello del mare
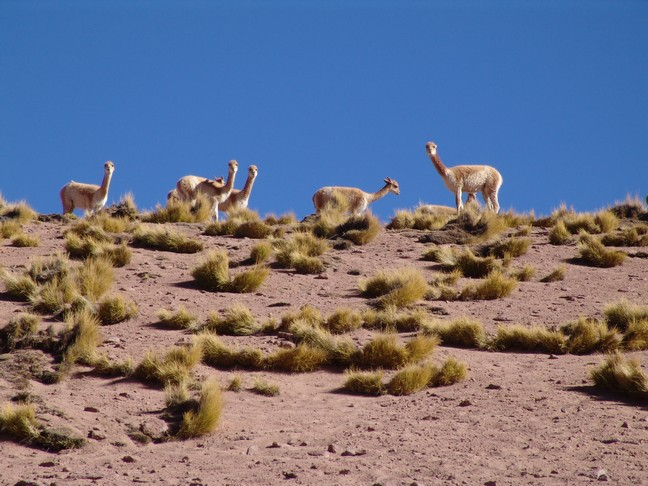
Llamas nel deserto di Atacama
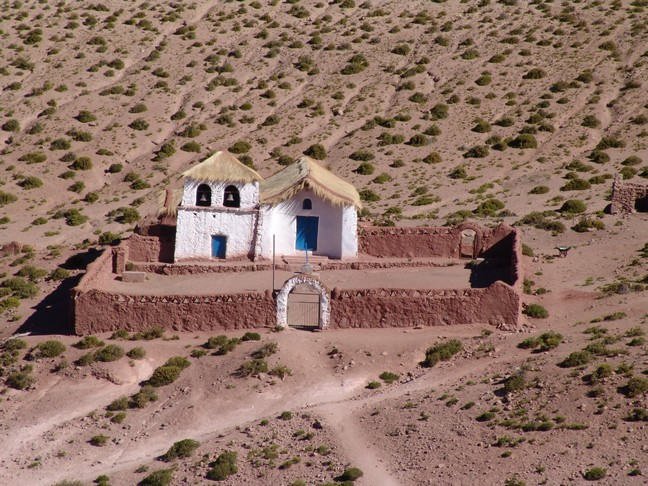
La chiesa nel deserto di Atacama
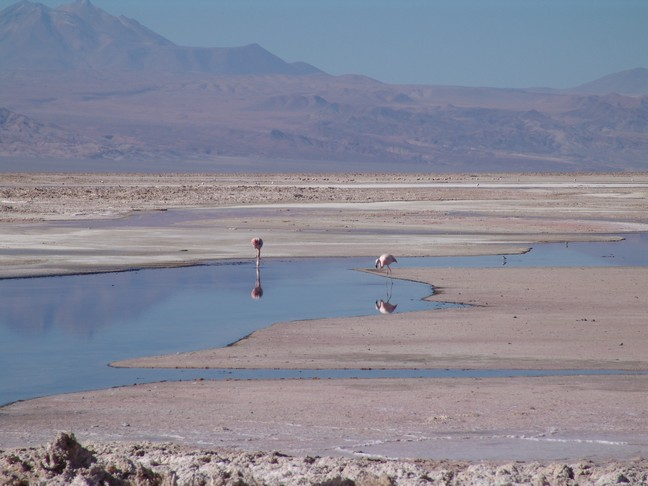
Fenicotteri rossi nel deserto di Atacama